# Robert Hausmann
Robert Hausmann (13. srpna 1852, Rottleberode, Sasko-Anhaltsko, Německo – 18. ledna 1909, Vídeň, Rakousko) byl vynikající německý violoncellista, hudební skladatel, editor a pedagog.

## Život
Studoval na gymnáziu v Braunschweigu, kde ho začal učit na violoncello Theodor Müller. V roce 1869 se stal jedním z prvních žáků Univerzity umění v Berlíně. Zde studoval u Müllerova synovce Wilhelma Müllera a pod dohledem houslisty Josepha Joachima. Joachim ho uvedl ke slavnému violoncellistovi té doby Carlu Alfredu Piattimu u kterého pak pokračoval ve studiu v Londýně a na jeho statku Cadenabbia u jezera Como v Itálii.
V letech 1872–1876 byl členem kvarteta hraběte Hochberga ve Slezsku. Poté byl jmenován profesorem hry na violoncello na berlínské vysoké škole. Od roku 1878 až do Joachimovy smrti byl členem Joachimova kvarteta spolu s českým houslistou Karlem Halířem (druhé housle) a Emanuelem Wirthem (viola).
V roce 1894 se Hausmann oženil s Helene von Maybach, dcerou pruského ministra obchodu Alberta von Maybach.
Hrál na Stradivariho nástroj z roku 1724, který dnes nese název Hausmann. Od roku 1944 jej vlastnil ruský violoncellista Edmund Kurtz, první violoncellista Chicagského symfonického orchestru. Nedávno bylo prodáno v aukci za 4,5 mil. USD.

## Dílo
Jako vynikající violoncellista spolupracoval s tehdejšími předními skladateli, kteří mu často svěřovali svá díla k premiéře, či mu je dokonce věnovali. V roce 1881 uvedl v premiéře Kol Nidrei op. 47 Maxe Brucha. Bruch mu dále věnoval svou Canzonu in B-flat, op. 55 a Vier Stücke, op. 70. Velké přátelství jej spojovalo s Johannesem Brahmsem. Se skladatelem u klavíru poprvé uvedl jeho Sonátu č. 1 e-moll op. 38 a Klarinetové trio a-moll op. 114. Společně s Josephem Joachimem pak 18. října 1887 hráli v premiéře i jeho Dvojkoncert pro housle a violoncello, který jim oběma také Brahms věnoval.
Jako skladatel zkomponoval nejméně 41 skladeb, ty však upadly zcela v zapomenutí. Živé zůstaly snad pouze:
- 3 snadné sonatiny pro housle a klavír op.10
- Cyklus skladeb pro violoncello „Siluetas“ op. 41

Editoval mimo jiné vydání Bachových Suit pro violoncello, BWV 1007-1012 a Sonát Felixe Mendelssohna. Pro violoncello a klavír upravil Märchenbilder op. 113 Roberta Schumanna.